# Trang viên ở Grabonóg

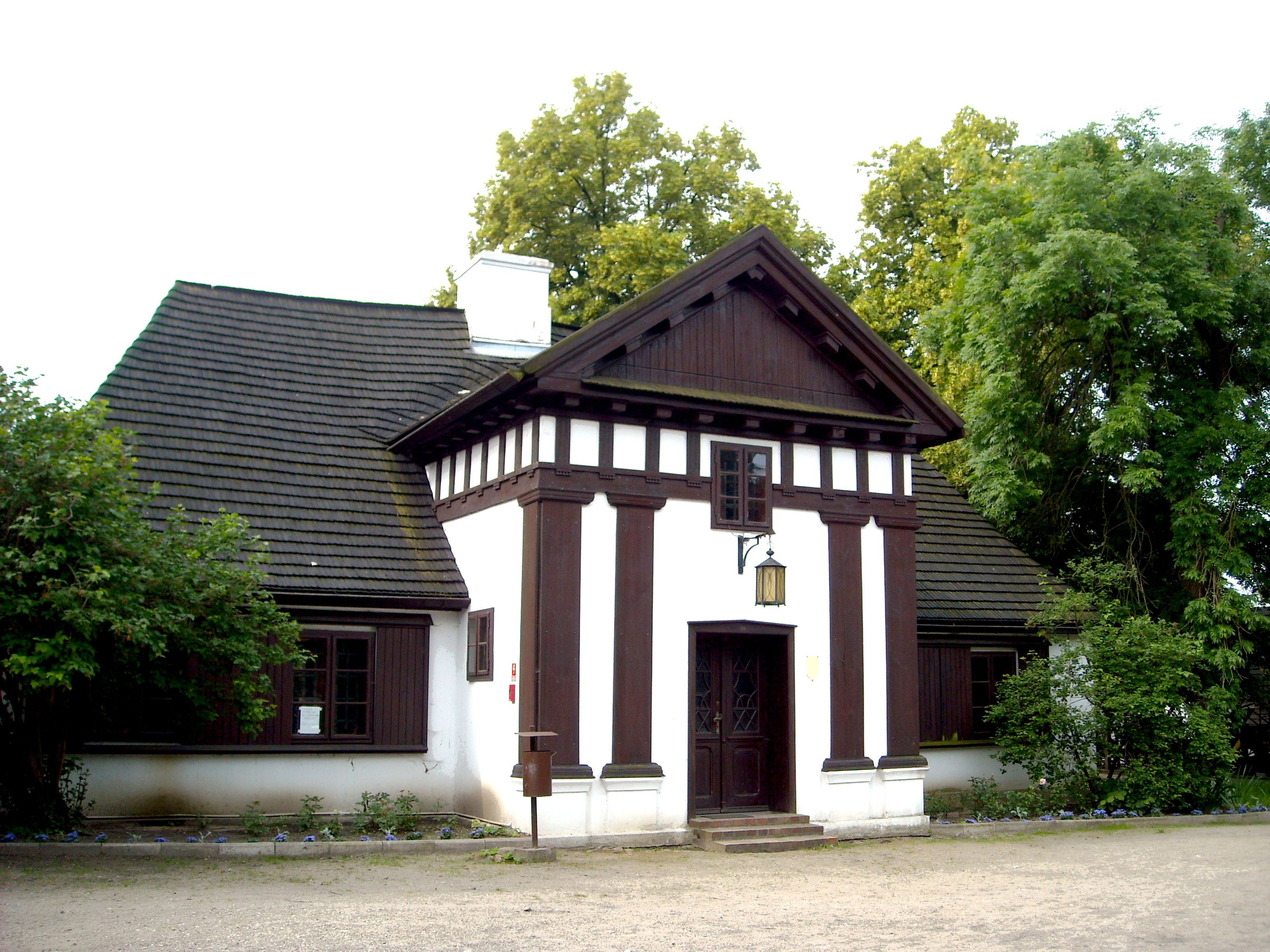
Trang viên ở Grabonóg, thị trấn Gostyń, Ba Lan.

Trang viên ở Grabonóg (tiếng Ba Lan: Dworek w Grabonogu) là một trang viên lịch sử theo phong cách cổ điển, tọa lạc ở làng Grabonóg, thị trấn Gostyń, Ba Lan. Trang viên có tên trong sổ đăng ký di tích Ba Lan.

## Sơ lược lịch sử hình thành
Chủ sở hữu trang viên thường xuyên thay đổi theo từng thời kỳ. Nơi đây từng thuộc về các gia đình quý tộc Ba Lan như: Górków, Czarnkowski, Mielżyński, Bojanowscy và Wilkoński. Theo ước tính, công trình kiến trúc này được xây dựng vào thời Wilkońskis (chủ sở hữu trang viên đầu tiên là Wincenty Wilkoński) vào khoảng năm 1800.
Năm 1868, Apolinary Lossow đã mua ngôi nhà này từ một cuộc bán đấu giá. Gia tộc Lossow sở hữu trang viên cho đến năm 1939. Hiện nay, trang viên này là trụ sở của Bảo tàng Edmund Bojanowski.

## Kiến trúc
Trang viên được xây dựng trên một mảnh đất hình chữ nhật. Đó là ngôi nhà một tầng, với kết cấu đơn giản được bao phủ bởi gạch và đất sét. Ở lối vào chính dẫn đến sảnh trang viên, có hai cột gỗ được dựng lên nhằm nâng đỡ trần gỗ phía trên. Cạnh trang viên, có một công viên với diện tích 2,17 ha và hai ao nước.